# Moncé-en-Saosnois
Moncé-en-Saosnois est une commune française, située dans le département de la Sarthe en région Pays de la Loire, peuplée de 234 habitants.
La commune fait partie de la province historique du Maine, et se situe dans le Saosnois.

## Géographie
| Monhoudou           | Saint-Vincent-des-Prés      | Saint-Pierre-des-Ormes                         |
| Avesnes-en-Saosnois | Moncé-en-Saosnois           | Saint-Pierre-des-Ormes, Saint-Cosme-en-Vairais |
| Avesnes-en-Saosnois | Avesnes-en-Saosnois, Nauvay | Saint-Cosme-en-Vairais                         |

### Climat
Pour des articles plus généraux, voir Climat des Pays de la Loire et Climat de la Sarthe.
En 2010, le climat de la commune est de type climat océanique dégradé des plaines du Centre et du Nord, selon une étude du CNRS s'appuyant sur une série de données couvrant la période 1971-2000. En 2020, Météo-France publie une typologie des climats de la France métropolitaine dans laquelle la commune est exposée à un climat océanique altéré et est dans une zone de transition entre les régions climatiques « Normandie (Cotentin, Orne) » et « Moyenne vallée de la Loire ».
Pour la période 1971-2000, la température annuelle moyenne est de 10,5 °C, avec une amplitude thermique annuelle de 14,2 °C. Le cumul annuel moyen de précipitations est de 698 mm, avec 11,6 jours de précipitations en janvier et 7,4 jours en juillet. Pour la période 1991-2020, la température moyenne annuelle observée sur la station météorologique de Météo-France la plus proche, « Commerveil_sapc », sur la commune de Commerveil à 5 km à vol d'oiseau, est de 11,9 °C et le cumul annuel moyen de précipitations est de 712,2 mm,. Pour l'avenir, les paramètres climatiques de la commune estimés pour 2050 selon différents scénarios d'émission de gaz à effet de serre sont consultables sur un site dédié publié par Météo-France en novembre 2022.

## Urbanisme

### Typologie
Au 1er janvier 2024, Moncé-en-Saosnois est catégorisée commune rurale à habitat très dispersé, selon la nouvelle grille communale de densité à sept niveaux définie par l'Insee en 2022.
Elle est située hors unité urbaine et hors attraction des villes,.

### Occupation des sols
L'occupation des sols de la commune, telle qu'elle ressort de la base de données européenne d’occupation biophysique des sols Corine Land Cover (CLC), est marquée par l'importance des territoires agricoles (94,6 % en 2018), une proportion identique à celle de 1990 (94,6 %). La répartition détaillée en 2018 est la suivante : 
terres arables (71,3 %), prairies (20 %), forêts (5,4 %), zones agricoles hétérogènes (3,3 %). L'évolution de l’occupation des sols de la commune et de ses infrastructures peut être observée sur les différentes représentations cartographiques du territoire : la carte de Cassini (XVIIIe siècle), la carte d'état-major (1820-1866) et les cartes ou photos aériennes de l'IGN pour la période actuelle (1950 à aujourd'hui).

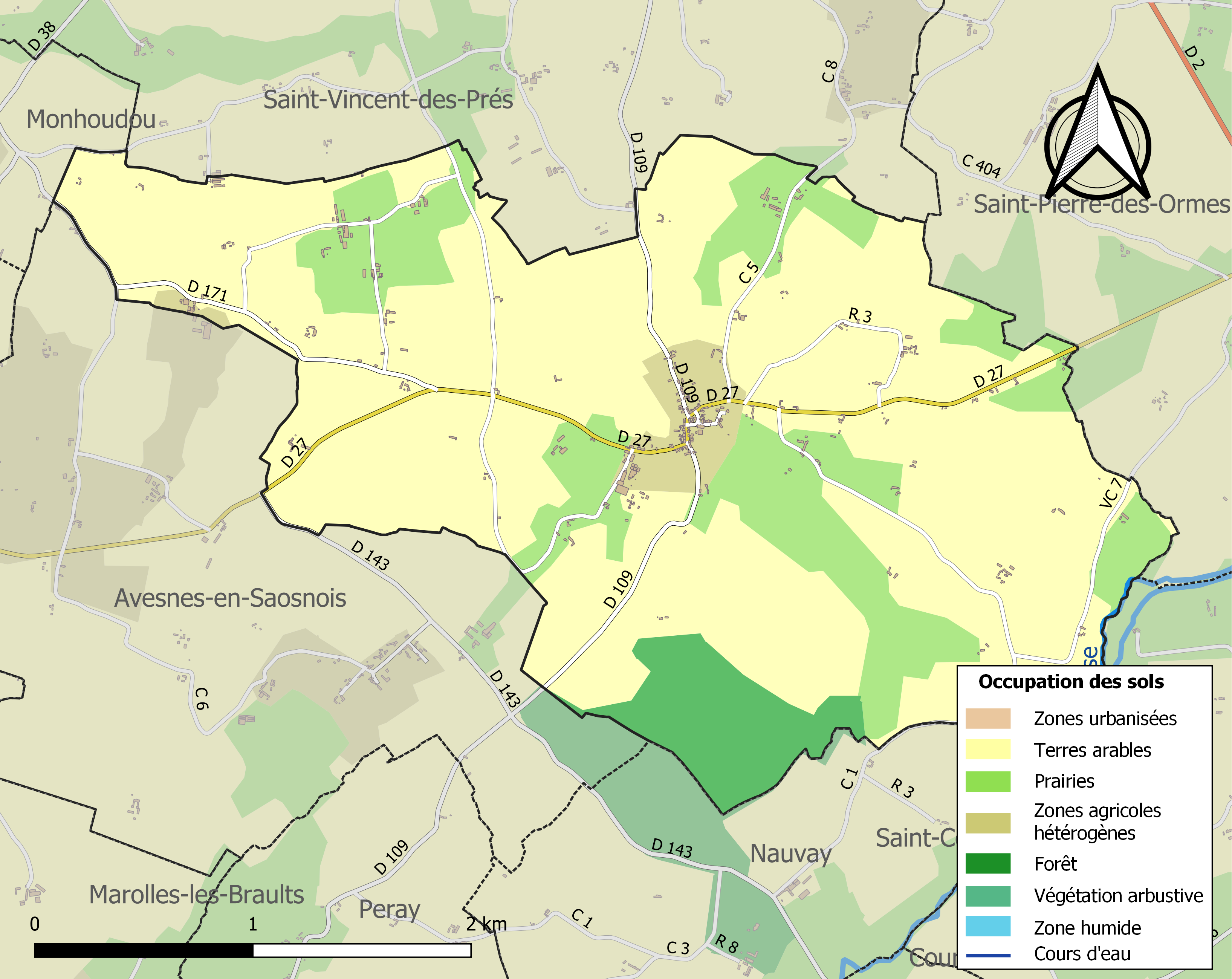
Carte des infrastructures et de l'occupation des sols de la commune en 2018 (CLC).

## Toponymie
D’après Taverdet, son toponyme s’écrivant Monceio en 1245, terme qui proviendrait du latin mons qui signifie montagne mais qui, dans les régions plutôt plates, désigne aussi une colline. Ce terme est accompagné du suffixe -iacum, francisé ici en -é. Le mont en question peut représenter la hauteur sur laquelle a été construite le village qui, forte de ses 80 m d’altitude, domine la vallée de la Dive d’une dizaine de mètres, ou l’une des collines situées au Sud du village (96 m au Bois de Nauvay) ou au Nord-Ouest (112 m à La Plainnière). Quant au second terme, il se réfère à la petite région du Saosnois (dont Saosnes fut longtemps la capitale) où se trouve ce village.

## Histoire
L'évêque saint Aldric avait établi trois métairies sur le territoire.
L'abbaye Sainte-Geneviève de Paris possédait une partie de la paroisse.

## Politique et administration
| Période                                  | Période              | Identité          | Étiquette | Qualité                                                     |
| ---------------------------------------- | -------------------- | ----------------- | --------- | ----------------------------------------------------------- |
| Les données manquantes sont à compléter. |                      |                   |           |                                                             |
| ?                                        | ?                    | Michel Aubry      |           |                                                             |
| ca. 1958                                 |                      | Georges Lelandais |           | Ancien instituteur                                          |
| mars 1971                                | ?                    | M. Blanchard      |           |                                                             |
| ?                                        | juin 1995            | Louis Aubry       |           | Maire honoraire                                             |
| juin 1995                                | mars 2008            | Daniel Péan       |           | Agriculteur retraité Premier adjoint au maire (1977 → 1995) |
| mars 2008                                | janvier 2024 (décès) | Éric Guilmin      | SE        | Technicien en gestion de production agroalimentaire         |

Le conseil municipal est composé de onze membres dont le maire et deux adjoints.

## Démographie
L'évolution du nombre d'habitants est connue à travers les recensements de la population effectués dans la commune depuis 1793. Pour les communes de moins de 10 000 habitants, une enquête de recensement portant sur toute la population est réalisée tous les cinq ans, les populations de référence des années intermédiaires étant quant à elles estimées par interpolation ou extrapolation. Pour la commune, le premier recensement exhaustif entrant dans le cadre du nouveau dispositif a été réalisé en 2007.
En 2022, la commune comptait 234 habitants, en évolution de −9,3 % par rapport à 2016 (Sarthe : −0,25 %, France hors Mayotte : +2,11 %).

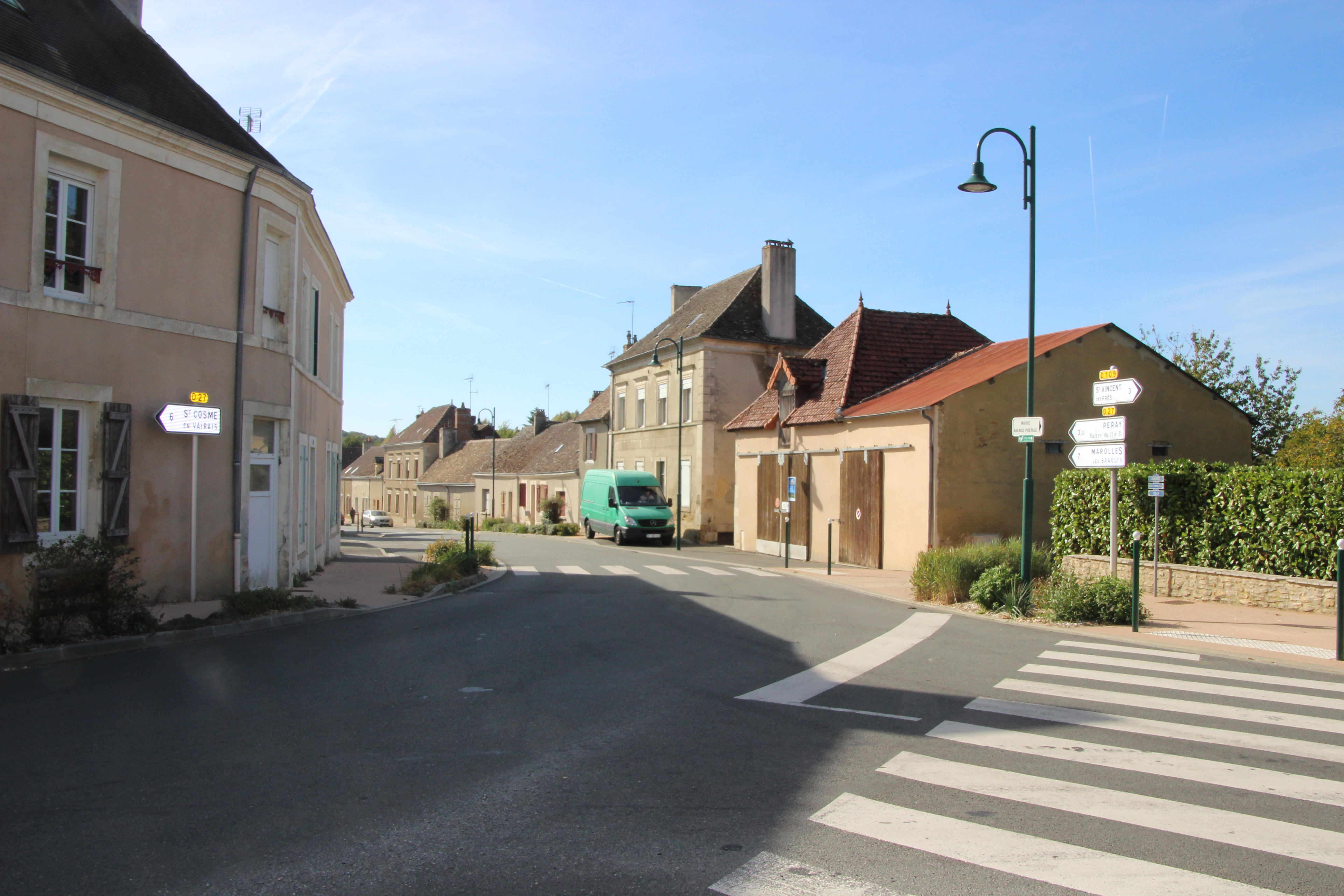
Vue du village.

Moncé-en-Saosnois a compté jusqu'à 925 habitants en 1831.
| 1793 | 1800 | 1806 | 1821 | 1831 | 1836 | 1841 | 1846 | 1851 |
| ---- | ---- | ---- | ---- | ---- | ---- | ---- | ---- | ---- |
| 727  | 737  | 761  | 810  | 925  | 908  | 900  | 862  | 828  |

| 1856 | 1861 | 1866 | 1872 | 1876 | 1881 | 1886 | 1891 | 1896 |
| ---- | ---- | ---- | ---- | ---- | ---- | ---- | ---- | ---- |
| 776  | 750  | 702  | 680  | 680  | 652  | 648  | 573  | 572  |

| 1901 | 1906 | 1911 | 1921 | 1926 | 1931 | 1936 | 1946 | 1954 |
| ---- | ---- | ---- | ---- | ---- | ---- | ---- | ---- | ---- |
| 571  | 528  | 504  | 452  | 441  | 445  | 422  | 469  | 454  |

| 1962 | 1968 | 1975 | 1982 | 1990 | 1999 | 2006 | 2007 | 2012 |
| ---- | ---- | ---- | ---- | ---- | ---- | ---- | ---- | ---- |
| 419  | 370  | 263  | 234  | 220  | 236  | 266  | 270  | 259  |

| 2017 | 2022 | - | - | - | - | - | - | - |
| ---- | ---- | - | - | - | - | - | - | - |
| 259  | 234  | - | - | - | - | - | - | - |

## Lieux et monuments

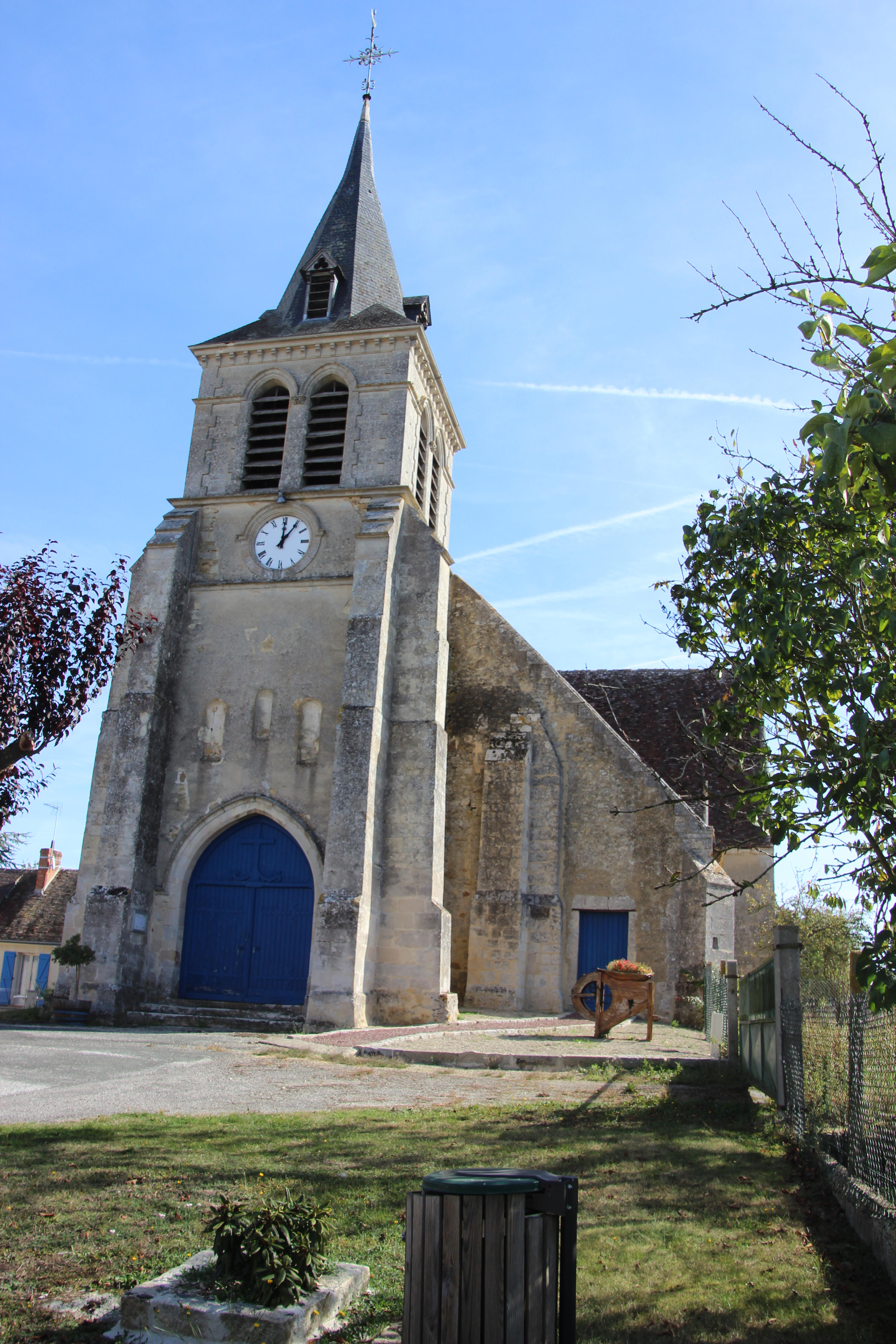
L'église Saint-Pierre-et-Saint-Paul.

- Église romane Saint-Pierre-Saint-Paul, du XIIe au XXe siècle, fait l'objet d'une inscription au titre des Monuments historiques depuis le 4 février 2002[21]. Elle abrite des œuvres classées au titre d'objets[22].
- Four à chanvre.
- Lavoir du XIXe siècle.